# Burney (cráter)

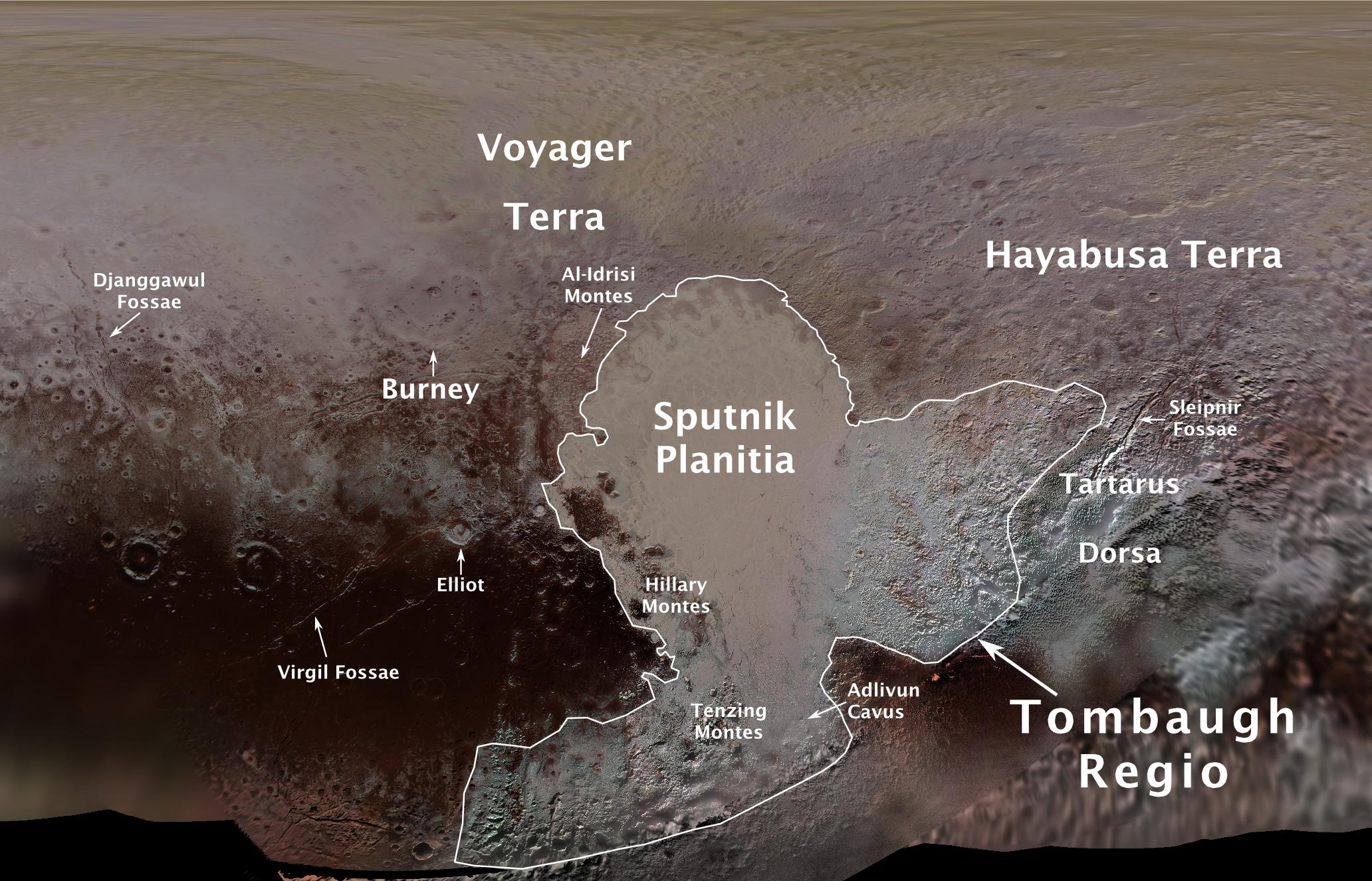
Mapa con las primeras denominaciones de accidentes geográficos de Plutón aprobadas por la IAU el 8 de agosto de 2017, incluido el cráter Burney, a la izquierda de Sputnik Planitia.

Burney es un cráter de la superficie del planeta enano Plutón.
Recibe este nombre en honor de Venetia Burney, la joven británica que propuso el nombre de Plutón para el planeta recién descubierto por Clyde Tombaugh en 1930. Esta denominación fue oficializada por la Unión Astronómica Internacional (IAU) el 8 de agosto de 2017.

## Descripción
Burney es un cráter de impacto situado al oeste de la Sputnik Planitia, separada de la misma por los Al-Idrisi Montes y al suroeste de la Voyager Terra.
Tiene  aproximadamente 180 km de diámetro y hasta 2 km de profundidad. Está rodeado de hasta cuatro cadenas de colinas concéntricas discontinuas de una altura entre 500 y 1000 m lo que le da un diámetro total de 350 km. El terreno entre cada una de estas cadenas de colinas se encuentra también deprimido respecto del nivel medio de la superficie de Plutón.